# エキスパンションジョイント

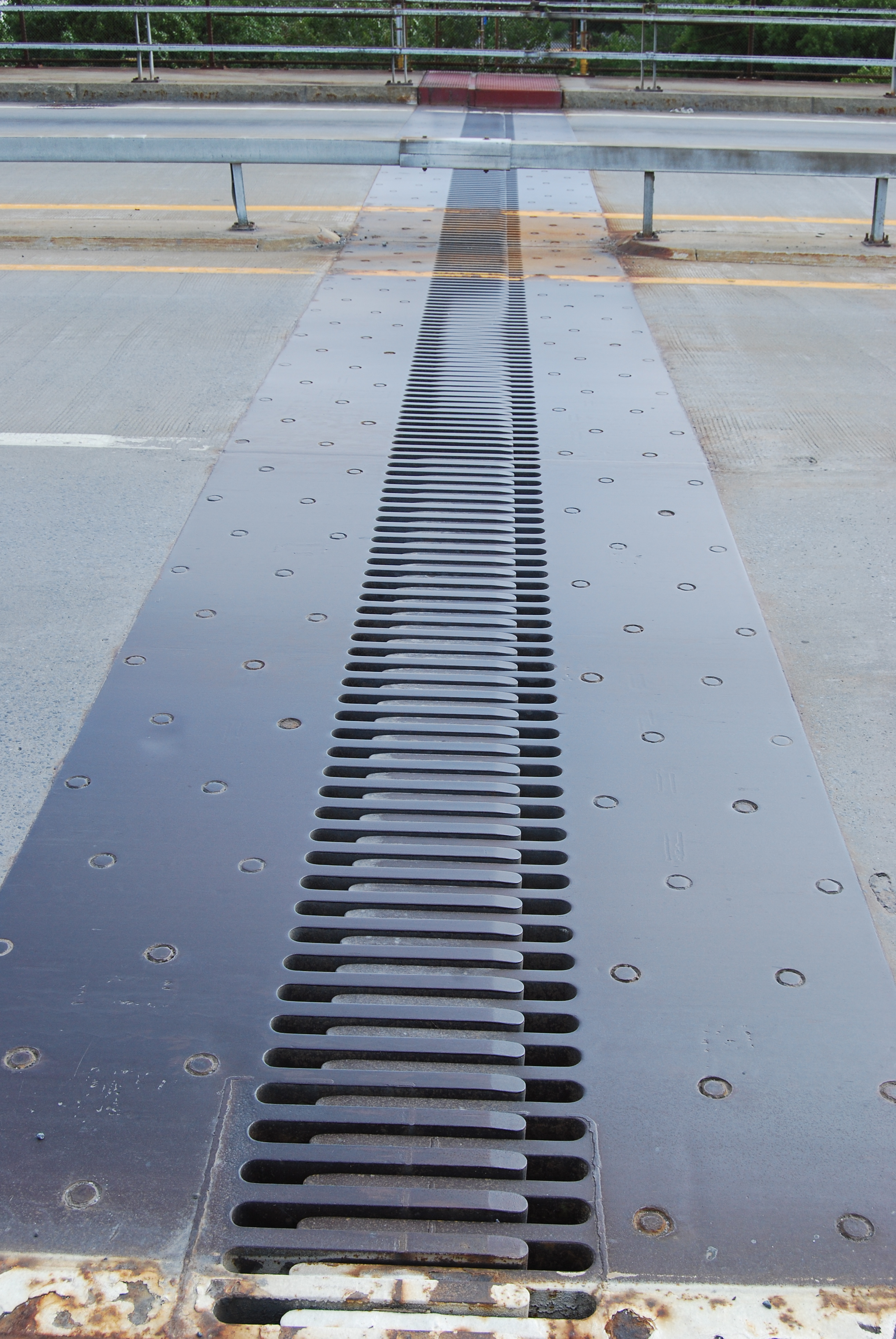
橋に設置されたエキスパンション ジョイント

エキスパンションジョイント (Expansion joint、movement joint) とは、異なる性状を持った構造体同士を分割し、構造物にかかる破壊的な力を伝達しないようにする継目である。地震、温度変化による伸縮、地盤が不均一なため発生する不同沈下など、様々な外力を吸収するために設けられ、損壊を最小限に抑える役割を持つ一般的な建築金物である。エキスパンション (expansion) とは、拡大・膨張を意味する。図面上はExp.Jと表記される。

## 用途
一般的にエキスパンションジョイントが必要となるケースは、以下の2種類である。
1. 水平力に対する場合
  - 2階建てと平屋や鉄骨造と鉄筋コンクリート造など特性が異なる建物が隣接する場合に互いの水平変形量が最大となったときでも、ぶつからないように隙間をあけておくものである。
2. 地盤の沈下に対する場合
  - 軟弱地盤上に重さの異なる建物が載る場合に上部構造だけでなく、基礎も分割してそれぞれの沈下量が異なっても不同沈下を生じさせないために設けるものである。

また、コンクリートや鉄は温度差によって膨張や収縮を繰り返す。このため、壁や床にひびが入り、建物の寿命を短くしてしまう。横に細長い巨大な建造物等ではこれが顕著であるため、これを防ぐ目的で20-100mmの隙間（クリアランス）を設け、外側から見える床には、隙間を隠して建物のデザイン性を保つアルミやステンレスなどの「エキスパンションジョイントカバー」と呼ばれるカバーを取り付けて建物同士を接合する。
外観は一体に見えるが、多くのビルやマンションは形や重さの異なる別々の躯体をつなぎ合わせて建てられているため、そのつなぎ目にエキスパンションジョイントが設けられる。上から見てL字型、凹型の建物や、渡り廊下のある建物でも部分的に大きな荷重がかからないように設けられていることが多い。
構造は複数に分かれており、強い地震が発生した際これが作用することで建物はエキスパンションジョイントを境界に、それぞれ異なった揺れ方をする。すき間を設けることで地震発生時には揺れを分散させたり吸収することで別々の躯体の被害を抑え、割れる事によって衝撃から守っている。この為、エキスパンションジョイントの幅に余裕が無い場合は、建物同士が揺れによって触れ合って壊れたり、エキスパンションジョイントカバーが壊れたりする事がある。そのため、外から見ると、建物に亀裂が入って分断したように見える。

## 歴史
かつては建物同士を結ぶためだけの部材であり、板金工が製作していたが、1980年代に入ると規格化され、メーカーから発売されるようになった。当初、多くのメーカーの製品は水平方向の荷重のみを考慮したものがほとんどで、1995年の兵庫県南部地震（阪神・淡路大震災）の頃より鉛直方向の荷重も考慮した製品が標準となった。
また、東日本大震災以降建物の安全志向が高まりクリアランスを大きく確保する傾向にある。必要なクリアランスについては構造計算を元に設計者が決定するが、建築基準法施行令第88条第1項に規定する地震力による変形量の和の２倍程度が一般的に推奨されている。地上から高くなるほど建物の揺れ幅が増大するため、クリアランスの計算式は下記の通りとなる。
```
クリアランス＝エキスパンションジョイントの地上高さ×1/200(地震力による構造耐力上主要な部分の変形によって特定建築物の部分に著しい損傷が生ずるおそれのない場合にあっては、1/120)×2（双方の建物が地震で変形するため）×2倍
```